# Brennbarkeit
Als Brennbarkeit bezeichnet man im allgemeinen Sprachgebrauch die chemische Eigenschaft von gasförmigen, flüssigen und festen Stoffen, mit dem Sauerstoff der Luft unter Freisetzung von Strahlungsenergie bzw. Wärme zu reagieren und nach der Entflammung weiterzubrennen, auch wenn die Zündquelle entfernt wird. Die Brennbarkeit eines Stoffes ist eine Voraussetzung für die Verbrennung.

## Klassifizierung von Stoffen
Die Einordnung von Stoffen anhand ihrer Brennbarkeit ist eine wichtige Aufgabe beim Brandschutz. Eine erste Einteilung erfolgt, ob der Stoff brennbar oder nicht brennbar ist. Schwer brennbar oder nach DIN EN 13501 bzw. DIN 4102 schwer entflammbar ist ein Stoff, der nach der Entzündung nicht mehr weiterbrennt, sobald die Wärmezufuhr aufhört. Ein nicht brennbarer Stoff kann weder entzündet werden, noch verascht er. Entscheidend für das Brandverhalten sind der Flammpunkt, der Brennpunkt und die Zündtemperatur eines Stoffes. Die Brennbarkeit ist von besonderer Bedeutung bei Baustoffen (DIN EN 13501 bzw. DIN 4102), bei Kunststoffen und Textilien und kann in vielen Fällen mit Flammschutzmitteln herabgesetzt werden. Als Maß für die Brennbarkeit kann der Sauerstoffindex herangezogen werden.
Eine für den Alltag oder auch für Feuerwehren wichtigere Eigenschaft des Stoffes ist die Entflammbarkeit. Die meisten organischen Verbindungen sind brennbar, manche Kunststoffe sind jedoch schwer entflammbar und damit unter Brandschutz-Gesichtspunkten verwendbar. Zur Überprüfung des Brennverhaltens von Polymeren wird in der Regel die international gebräuchliche Brennbarkeitsprüfung nach UL94 durchgeführt. Es gibt jedoch noch eine Reihe weiterer Testverfahren wie DIN 4102 und ASTM D635. Alle Verfahren werden an Probekörpern mit definierten Abmessungen durchgeführt, weshalb sich die Ergebnisse nicht ohne weiteres auf Formteile übertragen lassen.

## Beispiele
Sauerstoff-gesättigte Verbindungen wie Distickstoffpentoxid können höchstens noch Sauerstoff abgeben, aber keinen mehr aufnehmen. Daher sind sie nicht brennbar.
Methan reagiert mit dem Luftsauerstoff unter Licht- und Wärmefreisetzung zu Kohlendioxid und Wasser und ist somit brennbar.
Viele anorganische Stoffe, wie Salze und Oxide, aber auch Edelgase und Edelmetalle sind nicht brennbar.